# Art Popular
Art Popular é um conjunto musical brasileiro de samba, da vertente pagode, formado em São Paulo na primeira metade da década de 1980.

## História
O Art Popular foi formado em meados de 1984 por uma turma de amigos da que se reunia todos os finais de semana para tocar no bar Casa da Uva, no bairro do Tucuruvi, zona norte de São Paulo. O nome do grupo foi inspirado em versos da música "Coisa de Pele", do sambista Jorge Aragão. A formação original do Art Popular tinha Leandro Lehart (vocal e cavaquinho), Denilson Pimpolho (tantã), Malli (percussão), Evandro (repique), Tcharlinho (percussão), Márcio Art (vocal e reco-reco). Após oito anos tocando juntos, o grupo interrompeu suas atividades por cerca de um ano e meio em 1992.
Em meados de 1993, o vocalista Leandro Lehart conheceu um produtor do selo independente Kaskata, para quem entregou uma fita demo. Pouco depois, o Art Popular assinaria seu primeiro contrato comercial com essa gravadora, que lançou O Canto da Razão, primeiro álbum de estúdio do grupo, ainda naquele ano. Impulsionado pelo sucesso comercial dos sambas "Canto da Razão" e "Utopia", esse LP vendeu mais de 170 mil cópias e chamou a atenção da EMI, que contratou em seguida o Art Popular para o seu cast de artistas.
Dois anos depois, foi lançado o segundo LP, Nova Era, do qual se destacaram canções como "Bom bocado" e "Iraê" e rendeu um disco de ouro e outro de platina. No ano seguinte, foi a vez do lançamento do álbum Temporal, do qual fizeram sucessos a faixa-título e "Pimpolho", entre outros. Algumas canções desse disco apresentaram influências de ritmos alheios ao samba, como o pop, funk, forró.
No quarto álbum, Sambapopbrasil, lançado em 1998 e que vendeu 800 mil discos, o grupo mostrou influências eletrônicas, como na canção "Requebrabum", bem como da música sertaneja, presente na canção "Fricote", esta com participação da dupla João Paulo & Daniel. Ainda naquele ano, o Art Popular fez shows nos Estados Unidos e gravou o videoclipe de "Requebra Bum" em Milão, tendo a presença do atacante Ronaldo, que à época jogava na Internazionale.
O disco seguinte, o álbum Sambapopbrasil II trouxe como convidados o grupo Take 6, o cantor Billy Paul, a bateria da escola de samba Acadêmicos do Salgueiro e do Olodum. Seu maior sucesso foi a canção "Agamamou".
Lançado no ano 2000, o Acústico MTV teve participação de Jorge Ben Jor e do grupo Ebony Vox, além de ser o primeiro trabalho acústico de um grupo de samba na história da MTV.
No ano seguinte, Art Popular lançou seu álbum homônimo, com fortes influências do samba de raiz e gafieira. Também em 2001, Leandro Lehart anunciou sua saída como músico do grupo, embora tenha continuado a produzir discos e participar de shows.
Em 2002, o grupo lançou o álbum Planeta Pagode, primeiro trabalho sem Lehart como músico de estúdio, mas ainda como produtor, e que fez sucesso com a canção "Terra Louca" (composição do ex-vocalista do grupo). Na turnê do álbum Ao Vivo Sem Abuso, de 2003, Lehart voltou a integrar o grupo. Também naquele ano, integrantes do Art Popular e do LS Jack envolveram-se em um pequeno incidente no saguão do aeroporto Santos Dumont.
Já em 2005, o Art Popular lançou seu primeiro DVD, intitulado Ao Vivo Sem Abuso e Amigos, que contou com a participação de Salgadinho, Grupo Sensação, Turma do Pagode, entre outros. Após a turnê deste álbum, Lehart deixou novamente o grupo, que gravaria nos anos seguintes os álbuns Authentico (2006), O Canto da Razão - Ao Vivo (2008) e Tô na Boa (2009).
Em 2012, o grupo voltaria a emplacar um sucesso comercial com a canção "Cupido Amigo" interpretada por Pedrinho Black (no grupo desde 2008) e Ricardinho Lima, que havia entrado no ano anterior. No ano seguinte, o grupo lançou Revolution, seu segundo DVD. 
Após alguns meses afastado, o pandeirista Tcharlinho deixou o grupo no começo de 2015. Neste mesmo ano, o Art Popular lançou um álbum de inéditas intitulado #Conectado, seu 15º disco de carreira.
Em 2017, Leandro Lehart anunciou sua volta ao Art Popular, assim como Márcio Art e Tcharlinho que haviam também deixado o grupo anteriormente. Pela primeira vez em 12 anos, o grupo tinha sua formação original, que se somou aos vocalistas Ricardinho Lima e Pedrinho Black para lançar um novo álbum, Breakdown Partido Alto, que ganhou uma versão ao vivo no ano seguinte.
Em 2018, Márcio Art deixou novamente o Art Popular para se reintegrar ao projeto "Amigos do Pagode 90" com os cantores Salgadinho e Chrigor. Em setembro, foi a vez do cantor Pedrinho Black sair do grupo após 10 anos para seguir carreira solo.
Em 2019 o grupo lançou a inédita "Parabrisa". Após diversas apresentações pelo Brasil e a estreia no musical "Os Bambas", escrito e dirigido por Leandro Lehart, o Art Popular gravou o DVD ArtPopuloucos.
Em 2021, lançam seu vigésimo disco, Batuque de Magia, com 24 músicas, sendo 23 inéditas e uma regravação da discografia solo de Leandro Lehart ("Samba de Pereira"). Foi lançado em forma digital em três volumes: Pandeiro, em 17 de dezembro de 2021, Cavaquinho, em 25 de janeiro de 2022 e Tan tan, ainda em 2022.

## Integrantes

### Formação atual[14]
- Leandro Lehart (Paulo Leandro Fernandes Soares): vocal, cavaquinho e violão (1984-2000, 2003-2005, 2008, 2018-Atualmente))
- Tcharlinho (Douglas José dos Santos): pandeiro (1984-2015, 2018-Atualmente)
- Evandro Art (Evandro Fernandes Soares): repique de mão (1984-Atualmente)
- Malli (Marcelo de Lima Oliveira): tantan (1984-2002, 2003-Atualmente)
- Denilson Pimpolho (Claudnilson da Silva Franco): rebolo (1984-Atualmente)

### Ex-integrantes
- Márcio Art (Márcio Ferreira Lisboa): vocal e reco-reco (1984-2010, 2018)
- Pedrinho Black (2009-2018)
- Pelezinho (Wilson Paes): voz solo e violão (2006-2008)
- Ricardinho Lima: vocal e reco-reco (2011-2024)

## Discografia
- 1993 - O Canto da Razão (RDS/Kaskata's)
- 1995 - Nova Era (EMI)
- 1996 - Temporal (EMI)
- 1996 - Samba de Natal (participação dos grupos Só Preto Sem Preconceito, Exaltasamba e Negritude Junior)
- 1998 - Sambapopbrasil (EMI)
- 1999 - Sambapopbrasil II (EMI)
- 2000 - Acústico MTV (EMI)
- 2001 - Art Popular (EMI )
- 2002 - Planeta Pagode (Abril Music )
- 2003 - Ao Vivo: Sem Abuso (Deckdisc )
- 2004 - Eu Sou o Samba: Art Popular (EMI)
- 2005 - Ao Vivo: Sem Abuso e Amigos (Deckdisc)
- 2006 - Authentico (Musart Music)
- 2008 - O Canto da Razão - Ao Vivo (Atração Fonográfica)
- 2009 - Tô Na Boa (Viola Records)
- 2013 - Revolution (Radar Records)
- 2015 - #Conectado (Art Popular)
- 2017 - Breakdown Partido Alto
- 2018 - Breakdown Partido Alto: In Concert
- 2020 - Artpopuloucos (Art Popular)
- 2020 - Art Popular Apresenta: Os Bambas (Art Popular)
- 2021 - Batuque de Magia (Art Popular)